# Kędziorowo
Kędziorowo – wieś w Polsce położona w województwie podlaskim, w powiecie grajewskim, w gminie Wąsosz.
Wieś królewska położona była w drugiej połowie XVI wieku w powiecie wąsoskim ziemi wiskiej województwa mazowieckiego. W latach 1975–1998 miejscowość administracyjnie należała do województwa łomżyńskiego.
Wierni kościoła rzymskokatolickiego należą do parafii Przemienienia Pańskiego w Wąsoszu.

## Urodzeni
- Piotr Łaguna herbu Grzymała (ur. 11 października 1905, zm. 27 czerwca 1941 koło Coquelles) – oficer pilot lotnictwa wojskowego II RP i Polskich Sił Powietrznych, podpułkownik (ang. Wing Commander) Królewskich Sił Powietrznych, kawaler Orderu Virtuti Militari.